# 성남장안초등학교
성남장안초등학교는 대한민국 경기도 성남시 분당구에 있는 공립 초등학교이다.

## 학교 연혁
- 1994. 2. 28 성남장안초등학교 설립인가
- 1994. 4. 15 초대 황인화 교장 부임
- 1994. 5. 1 성남장안초등학교 개교(12학급)
- 1994. 6. 1 18학급 편성
- 1995. 2.16 제1회 졸업장 수여식(136명)
- 1999. 3. 1 제2대 지석규 교장 부임
- 2003. 3. 1 42학급 편성
- 2005. 3. 1 제3대 김광진 교장 부임
- 2006. 9. 1 제4대 박세영 교장 부임
- 2012. 9. 1 제5대 송근후 교장 부임
- 2016. 9. 1 제6대 피영철 교장 부임
- 2019. 3. 1 제7대 권철승 교장 부임
- 2022.11. 1 체육관(하늘나래관) 개관
- 2023. 3. 1 제8대 이상철 교장 부임
- 2023. 4. 1 디지털기반 교육혁신 선도학교, 늘봄교육시범학교, 경기메이커학교
- 2024. 2.29 학교환경개선사업(Led,냉난방기,현관, 소극장, 학교숲,스탠드데크,특별실구성)
- 2024. 4. 1 디지털기반 교육혁신 선도학교
- 2024.12. 1 늘봄교육 전국 최우수교 수상
- 2025. 3. 1 21학급 편성
- 2025. 4. 1 디지털기반 학생맞춤교육 선도학교